# Міркування про метод
«Міркування про метод, щоб правильно спрямувати свій розум і відшукати істину в науках»(фр. Discours de la méthode pour bien conduire sa raison, et chercher la verité dans les sciences) — філософський трактат, опублікований Рене Декартом у 1637 році у Лейдені. Вважається переломною роботою, яка ознаменувала перехід від філософії Ренесансу і почала епоху філософії Нового часу і сучасне наукове пізнання.
"Міркування про метод" — одна з найвпливовіших праць в історії сучасної філософії та важливий для розвитку природничих наук. У цій роботі Декарт вирішує проблему скептицизму, яку раніше вивчали інші філософи. Звертаючись до деяких своїх попередників та сучасників, Декарт модифікував їхній підхід до того, щоб пояснити правду, яку він вважав непорушною; він розпочав своє міркування, сумніваючись у всьому, щоб оцінити світ під новим кутом зору, без будь-яких заздалегідь задуманих уявлень.
Книга спочатку була видана в Лейдені, в Нідерландах. Пізніше вона була перекладена латинською мовою та опублікована в 1656 р. в Амстердамі. Книга була задумана як вступ до трьох творів: «Діоптрік», «Метеорес» та «Геометрія». La Géométrie містить початкові концепції Декарта, які згодом перетворилися на декартову систему координат. Текст був написаний та опублікований французькою, а не латинською мовами, остання була мовою, якою написано та опубліковано на той час більшість філософських та наукових текстів. Більшість інших творів Декарта були написані латиною.
В одному томі з роботою "Міркування про метод" як додатки до неї були опубліковані «Діоптріка», «Метеори» і « Геометрія», які були покликані продемонструвати ідею методу на прикладі конкретних наук.

## Зміст
"Міркування про метод" Р. Декарта складається з 6 частин:
1. Міркування стосовно наук
2. Головні правила методу
3. Кілька правил моралі, здобутих з цього методу
4. Докази, що доводять існування Бога і безсмерття Душі, або підстави метафізики
5. Порядок фізичних  питань
6. Що необхідно, щоб просунутися вперед у дослідженні природи

### Частина 1: Міркування стосовно наук
Декарт починає свою роботу з досить дотепних слів: 
«Здоровий глузд є річ, розподілена справедливішим за все на світі чином: кожен вважає себе настільки ним обдарованим, що навіть ті, кого найважче задовольнити у будь-якому іншому відношенні, зазвичай не прагнуть мати здорового глузду більше, ніж вони його мають.» Цими словами Декарт намагався пояснити, що здатність правильно міркувати від природи є однаковою у всіх людей. «Відмінність наших умовиводів походить не від того, що одні розумніші за інших, а лише від того, що ми спрямовуємо наші думки різними шляхами на одні й ті ж самі речі. Адже недостатньо просто мати добрий розум, головне – це добре його використовувати.»
Схоже міркування можна знайти у відомій сентенції Аристотеля про те, що всі люди від природи прагнуть знань, тобто про знання як форму оприявнення основного виміру людської природи. Поняття «розум» Декарт визначає як «… здатність правильно судити і розрізняти істинне від хибного» і вважає, що ця здатність раціонально мислити притаманна всім людям, на відмінну від тварин, що також є спільним із Аристотелем. 
У першій частині роботи автор вказує на проблеми тих, хто надмірно захоплюється іноземним ученням або філософією минулого — їх перестають розуміти на батьківщині, або вони втрачають розуміння сучасних мислителів. Декарт описує, що більше користі вченому приносять подорожі, спостереження, спілкування з людьми, ніж міркування в кабінеті. Він пише як сам опанувавши «книгу світу», тобто ознайомившись із працями різних мислителів, вирішив обрати власний шлях, яким просуватиметься в розумінні буття.
Також одним із головних думок першої частини є цитата:
"Я почав вважати хибним майже все, що було не більш, ніж вірогідним"
Подібна категоричність висловлювань Декарта значною мірою пов’язана зі способом бачення головної задачі свого життя, а саме – подальшим поглибленням та примноженням істинних знань як ключової передумови людської поведінки. 

### Частина 2: Головні правила методу
У цьому розділі Декарт узагальнює «книжну» науку як сукупність думок різних осіб і вважає, що в цьому і полягає проблема складності розуміння світу. Справа в тім, що будь-що, створене однією людиною, завжди побудоване згідно єдиного чіткого задуму, тоді ж як створене багатьма хитке, внутрішньо суперечливе. Необхідно знайти єдиний метод, для якого Декарт виділяє низку правил. Перше правило — ніколи не приймати за істинне нічого, що не було б пізнане як очевидне, тобто ретельно уникати похапливості й упередженості. Друге — зіткнувшись із проблемою, ділити її на максимально можливу кількість частин для кращого їхнього розв’язання. Третє — дотримуватися певного порядку мислення, починаючи з найпростіших і найлегше пізнаваних предметів, поступово просуваючись до складніших, допускаючи існування порядку навіть серед тих, які природно не передують одне одному. Четверте — складати переліки настільки повні  й огляди настільки всеосяжні, щоб бути впевненим, що нічого не пропущено.
По суті, основні правила наукового методу зводяться до наступного: починати з простого й очевидного; шляхом дедукції отримувати більш складні висловлювання; діяти при цьому так, щоб не пропустити жодної ланки, тобто зберігати безперервність ланцюга умовиводів. Для забезпечення виконання цих правил необхідна інтуїція, за допомогою якої схоплюються початкові факти дослідження, і дедукція, яка дає змогу отримувати наслідки з них.

### Частина 3: Кілька правил моралі, здобутих із цього методу
Наступні три сентенції були прийняті Декартом, для ефективного існування в «реальному світі», поки він експериментуватиме зі своїм методом радикальних сумнівів і доки не розробить нову систему, засновану на істинах, які відкриє, використовуючи свій метод.
1) підкорятися законам і звичаям своєї країни, притримуючись невідступно релігії, тобто бути законослухняним, керуватися помірними та далекими від крайнощів думками;
2) залишатися найбільш твердим і рішучим в реалізації прийнятих рішень. Один раз прийнявши якусь думку, хоча б і сумнівну, слід дотримуватися її, немовби вона цілком правильна;
3) завжди прагнути перемагати скоріше себе, змінювати свої бажання, а не порядок світу. Слід змиритися з думкою, що в повній нашій владі перебувають тільки наші думки, і що після того, як ми зробили все можливе, те, що нам не вдалося, треба розглядати як щось абсолютно неможливе.

### Частина 4: Докази, що доводять існування Бога і безсмертя Душі, або підстави метафізики
Декарт вказує, що все можна піддати сумніву, крім самого факту мислення. Це і стає єдиною міцною основою подальших міркувань («Я мислю, отже, я існую», в латинському варіанті: «Cogito ergo sum»). Оскільки він сумнівається, отже є недосконалим. Але сама думка про досконалість, яку має недосконала людина в недосконалому світі, вказує на існування субстанції, котра не залежить від речей і не потребує їх, яка є чистим мисленням. Звідси Декарт приходить до ідеї існування досконалішої істоти, ніж людина. Зі знання власних недосконалостей можна уявити істоту позбавлену їх — нескінченну, вічну, незмінну, всевідаючу, всемогутню — Бога.

### Частина 5: Порядок фізичних питань
У цьому розділі викладаються принципи й порядок природничо-наукових досліджень. Передусім дослідникові належить шукати загальні принципи, першопричини речей і явищ, рухаючись потім до конкретних. Предмети дослідження для їхнього виявлення повсюдні та прості: небо, зірки, потім земля, стихії, слідом мінерали тощо. Аналогічно досліджується тіло тварин і людини, Декарт описує, що в них видно прояви механіки, властивої також і природі взагалі. Живих істот можна вважати автоматами, подібними до тих, які створює людина. Відмінність людини від тварини полягає не в будові чи діяльності їхнього тіла. Вони діють за одними законами і побудовані подібно, та в людини є створена Богом безсмертна душа, незалежна від тіла.
Декарт вивчає тему руху крові в серці та атреріях, схвалюючи висновки англійського лікаря Вільяма Гарві щодо циркуляції крові. Але потім рішуче не погоджується щодо функції серця як насоса, приписуючи рухову силу циркуляції нагріванню, а не м'язовому скороченню. Він описує, що цей процес здається абсолютно незалежним від того, що ми думаємо, і робить висновок, що наше тіло існує окремо від нашої душі.

### Частина 6: Що необхідно, щоб просунутися вперед у дослідженні природи
Філософ розмірковує над питанням чи варто йому публікувати свої дослідження. Він перелічує аргументи за і проти. Так, вони можуть принести благо, вдосконаливши знання з оптики, медицини. Проте вимагають здійснення експериментів, а отже витрат і пошуків однодумців. Окрім того, йому доведеться зустрітися з критикою опонентів та втратити особистий спокій. Наостанок Декарт засуджує філософів, які ховають власне небажання пізнавати природу за показним усезнайством. Власними суддями він бажає бачити тих, які поєднують ученість зі здоровим глуздом.